# Anna Maria Nikodemska-Wołowik
Anna Maria Nikodemska-Wołowik – doktor habilitowany, profesor Uniwersytetu Gdańskiego, zatrudniona na Wydziale Ekonomicznym w Katedrze Zrównoważonych Procesów Rynkowych.

## Życiorys
W 1993 roku ukończyła studia na Uniwersytecie Gdańskim (handel zagraniczny). W roku 1997 obroniła pracę doktorską. W dniu 16 czerwca 2009 uzyskała stopień naukowy doktora habilitowanego w zakresie ekonomii, a profesorem Uniwersytetu Gdańskiego została w 2010 roku. Ponadto posiada certyfikaty otrzymane na uczelniach zagranicznych: Harvard Business School, IESE Business School, University of Strathclyde Business School. 	  
Pełni liczne funkcje organizacyjne i naukowe, łącząc pracę naukowo-badawczą z praktyką gospodarczą. Jest ekspertem w wielu projektach krajowych i międzynarodowych, m.in. w ramach South Baltic Programme i Operational Programme Human Capital finansowanych przez UE, a także kierowała projektem Narodowego Centrum Nauki. Należy do sieci FaBerNET, International Family Enterprise Research Academy, Polskiego Towarzystwa Ekonomicznego, IESE Business School Alumni Association. Za swoje dokonania otrzymała nagrody naukowe i odznaczenia państwowe.
Do jej zainteresowań należą: zachowania konsumentów,  przedsiębiorstwa rodzinne (zwłaszcza ich postrzeganie przez nabywców), jakościowe badania marketingowe oraz ochrona własności intelektualnej.

## Publikacje
Anna Maria Nikodemska-Wołowik jest autorką/współautorką ponad 100 publikacji naukowych (w tym kilkunastu monografii) wydanych w Polsce i za granicą (m.in. w Journal of Family Business Management, Journal of East-West Business, Economics & Sociology, Entrepreneurial Business and Economics Review, The Marketing Review, International Journal of Management & Economics), a wśród nich pierwszej na świecie publikacji międzynarodowej, dotyczącej tożsamości polskich przedsiębiorstw rodzinnych (artykuł ukazał się w 2006 r. w The Marketing Review).